# María Alghisi
María Alghisi o según su nombre religioso Madre María Alghisi (Rovato, 28 de junio de 1927-Jardín América, 27 de abril de 2001) fue una religiosa italiana, misionera canossiana y fundadora del Instituto Canossiano «Nuestra Señora de la Salud» de Jardín América, conocidas como «Hermanas Canossianas de Jardín América» o también como «Hermanas Canossianas», con el objetivo de dedicarse a la educación de los jóvenes y niños.

## Inicios
En 1946 Alghisi llegó a la ciudad de La Plata —a Berisso—, donde inició su camino misionero en el Instituto Canossiano San José, siendo aún novicia.
El 13 de junio de 1947, se consagra a la vida del servicio religioso y de la caridad.
Cursó sus estudios secundarios en el Colegio de Berisso donde obtuvo el título de Maestra Normal Nacional (primera promoción) y luego profesora de Filosofía y Ciencias de la Educación en la Universidad Nacional de La Plata.
Su próxima morada fue la ciudad rionegrina de Luis Beltrán en 1983. Se desempeñó en distintas actividades desde superiora y directora de escuela secundaria hasta de la atención de las más humildes.

### Misión
Un clima muy diferente al europeo, también una idiosincrasia particular y un crisol de razas, esperaban a Alghisi. En 1989 llega a la ciudad de Jardín América. El jardín de infantes y el hogar de ancianos local ya existían a su llegada, pero logra el emprendimiento de fundar la Escuela de Auxiliares de Enfermería, que daría la posibilidad para que muchos enfermos fueran atendidos y que las personas que no podían tener una carrera universitaria puedan obtener un oficio.
El 11 de marzo de 1991 comenzó con 53 alumnas el primer año del ciclo básico y el primer año de enfermería en el Instituto Canossiano «Nuestra Señora de la Salud» de Jardín América. Las clases fueron dictadas provisoriamente en el salón parroquial habilitado como aulas. Al tener demanda el estudio de enfermería se hace mixto el cursado, donde varones y mujeres ya aprendían el oficio.
El 21 de agosto de 1991 se inaugura oficialmente el Ciclo Básico Polivalente con Salida Laboral, con la Madre María Alghisi como directora.
La comunidad jardinense colaboró con la construcción edilicia. Así nació el Instituto Canossiano «Nuestra Señora de la Salud» de Jardín América y en su corto período de ocho años intervino en la organización y construcción de la escuela con todos los niveles de enseñanza y un polideportivo que es uno de los principales lugares locales para distintos eventos, tanto de la escuela como de la comunidad.
En principio, fueron solo niñas pero la creación de los niveles inferiores de educación mixtos hizo necesaria la incorporación de sus egresados varones a los ciclos siguientes.
Es así que en 1998, el Instituto Canossiano «Nuestra Señora de la Salud» comenzó a ser mixto.
Alghisi daba catequesis familiar, visitas a los enfermos y al hospital de la zona. Su espíritu misionero trascendió más allá de Jardín América, a cincuenta kilómetros de distancia, en la localidad de Loreto, donde se encuentra ubicada una unidad penal provincial. Los privados de libertad fueron visitados por ella todos los sábados de su vida. 
En 1998 varios años después de haber llegado a Jardín América, un dificultad se le presentó: su salud no era la mejor. En el Hospital Italiano de Buenos Aires le realizaron una intervención quirúrgica y le diagnosticaron cáncer de mama. 
Alghisi falleció a las 6:20 de la mañana del viernes 27 de abril de 2001.

## Plaza María Alghisi
Plaza María Alghisi conocida popularmente como "Plaza Alghisi" —como homenaje en vida que se hizo a la religiosa— se encuentra ubicada en el barrio Nuevo Jardín de la ciudad de Jardín América, Argentina.
Específicamente entre la Avenida Washington y Calle Bolivia. Es de forma triangular y se ubica en las coordenadas 27°2'25"S 55°13'26"O.
En 1999, mediante la sanción de la ordenanza 524/99, el Concejo Deliberante de la Municipalidad de Jardín América designó oficialmente con el nombre de Plaza Madre María Alghisi al espacio verde y playón deportivo.
En septiembre de 2015, el intendente Oscar Kornoski mandó poner veredas y pavimentar la avenida principal de ese paseo público porque es el corredor y camino hacia la EPET N.º 7, donde cientos de estudiantes pasan por ese lugar y además realizan tareas recreativas de prácticas musicales de Estudiantina.
A esto se le sumó ser nombrada Ciudadana Ilustre por su «gigantesca humanidad para con el pueblo».